# Miconia rhytidophylla
Miconia rhytidophylla är en tvåhjärtbladig växtart som beskrevs av Charles Victor Naudin. Miconia rhytidophylla ingår i släktet Miconia och familjen Melastomataceae. Inga underarter finns listade i Catalogue of Life.